# Seibel S-4
El Seibel S-4 fue un helicóptero monomotor bipala construido por Seibel Helicopter. Diseñado por Charles Seibel, el S-4 fue evaluado por el Ejército de los Estados Unidos bajo la designación YH-24 Sky Hawk, pero sería rechazado para el servicio. El S-4B serviría como base para el diseño del Cessna CH-1 Skyhook, el único helicóptero que produjo Cessna.

## Desarrollo

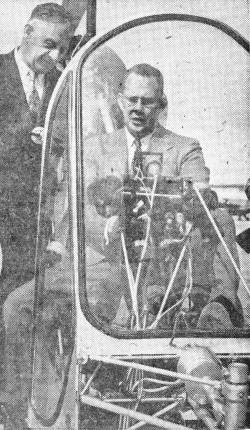
El Gobernador Frank Carlson y Charles Seibel en la ceremonia de certificación de la CAA.

Charles Seibel comenzó el desarrollo del S-4 tras formar la Seibel Helicopter Company con fondos de inversores petroleros locales de Kansas. El S-4 fue una continuación de sus trabajos en su diseño previo, el Seibel S-3, que voló como demostrador de sus conceptos de diseño; principalmente un nuevo diseño para un sistema de rotor bipala y transmisión simplificada. Estas características también serían incorporadas en el diseño del S-4.
En enero de 1949, el S-4 despegó por primera vez, pilotado por Johnny Gibbs. En marzo de 1950, las pruebas de certificación fueron completadas y, el 23 de abril del mismo año, el S-4 recibió la certificación por la CAA. Un motor mayor, el Lycoming O-290B con 125 hp, sería instalado en la aeronave, convirtiéndose en el S-4A.
Basándose en las recomendaciones del Ejército durante la evaluación, Seibel acortó el fuselaje del segundo YH-24 (51-5113) y ensanchó la cabina para instalar un asiento de copiloto junto al del piloto. Seibel también reemplazó el tren de aterrizaje original de ruedas de la aeronave por patines de aterrizaje. Esta aeronave se convertiría en el S-4B.

## Diseño
La estructura del S-4 era una caja de tubos de acero soldados, con dos cubiertas. La inferior soportaba el panel de control, el asiento del piloto, el tren de aterrizaje de ruedas y una pequeña área para el pasajero/carga accesible desde atrás; y una superior que llevaba el motor, los depósitos de combustible y aceite, y soportaba el ensamblaje del rotor y transmisión. Se unió a la cubierta superior un botalón de cola de aleación, trapezoidal y monocasco, con un rotor de cola antipar bipala.

## Historia operacional
Tanto el Ejército como la Fuerza Aérea estadounidenses mostraron interés por el S-4. A principios de 1951, el Ejército ordenó dos ejemplares para su evaluación operativa y de ingeniería, en las misiones de observación, helicóptero utilitario y evacuación aeromédica. El Ejército designó al S-4 como YH-24 Sky Hawk. El primer Sky Hawk, número de serie 51-5112, fue entregado en Fort Bragg (Carolina del Norte), en abril de 1951; el segundo, número de serie 51-5113, fue entregado en Wright Field.
A pesar de la simplicidad del S-4, el Ejército determinó que no proporcionaba suficiente capacidad de carga, y la aeronave fue dada de baja del inventario y volvió a Seibel en 1952.

## Variantes
S-4
Diseño original, certificado por la CAA en 1950, uno construido.
S-4A
El S-4 con un repotenciado motor Lycoming O-290B de 125 hp, más uno construido.
YH-24
Designación dada a los dos S-4A por el Ejército estadounidense.
S-4B
Estructura modificada basada en recomendaciones del Ejército durante la evaluación del YH-24. Cabina de dos asientos y tren de aterrizaje de patines, uno convertido.

## Operadores
Estados Unidos
- Ejército de los Estados Unidos

## Especificaciones (YH-24)
Referencia datos: U.S. Army Aircraft Since 1947

### Características generales
- Tripulación: Uno-dos
- Longitud: 8,5 m (27,8 ft)
- Diámetro rotor principal: 8,9 m (29,1 ft)
- Altura: 3,1 m (10 ft)
- Área circular: 61,9 m² (666,3 ft²)
- Peso vacío: 436 kg (960,9 lb)
- Peso máximo al despegue: 700 kg (1542,8 lb)
- Planta motriz: 1× motor bóxer de cuatro cilindros refrigerado por aire Lycoming O-290-D.
  - Potencia: 93 kW (128 HP; 126 CV)

### Rendimiento
- Velocidad máxima operativa (Vno): 105 km/h (65 MPH; 57 kt)
- Velocidad crucero (Vc): 93 km/h (58 MPH; 50 kt)
- Alcance: 158 km (85 nmi; 98 mi)
- Techo de vuelo: 1310 m (4298 ft)
- Régimen de ascenso: 3,6 m/s (709 ft/min) [2]

## Aeronaves relacionadas

### Secuencias de designación
- Secuencia H-_ (Helicópteros de la USAF, 1948-1962): ← H-21 - H-22 - H-23 - H-24 - H-25 - H-26 - H-27 →